# Histoire de ma vie (Chaplin)
Pour les articles homonymes, voir Histoire de ma vie.

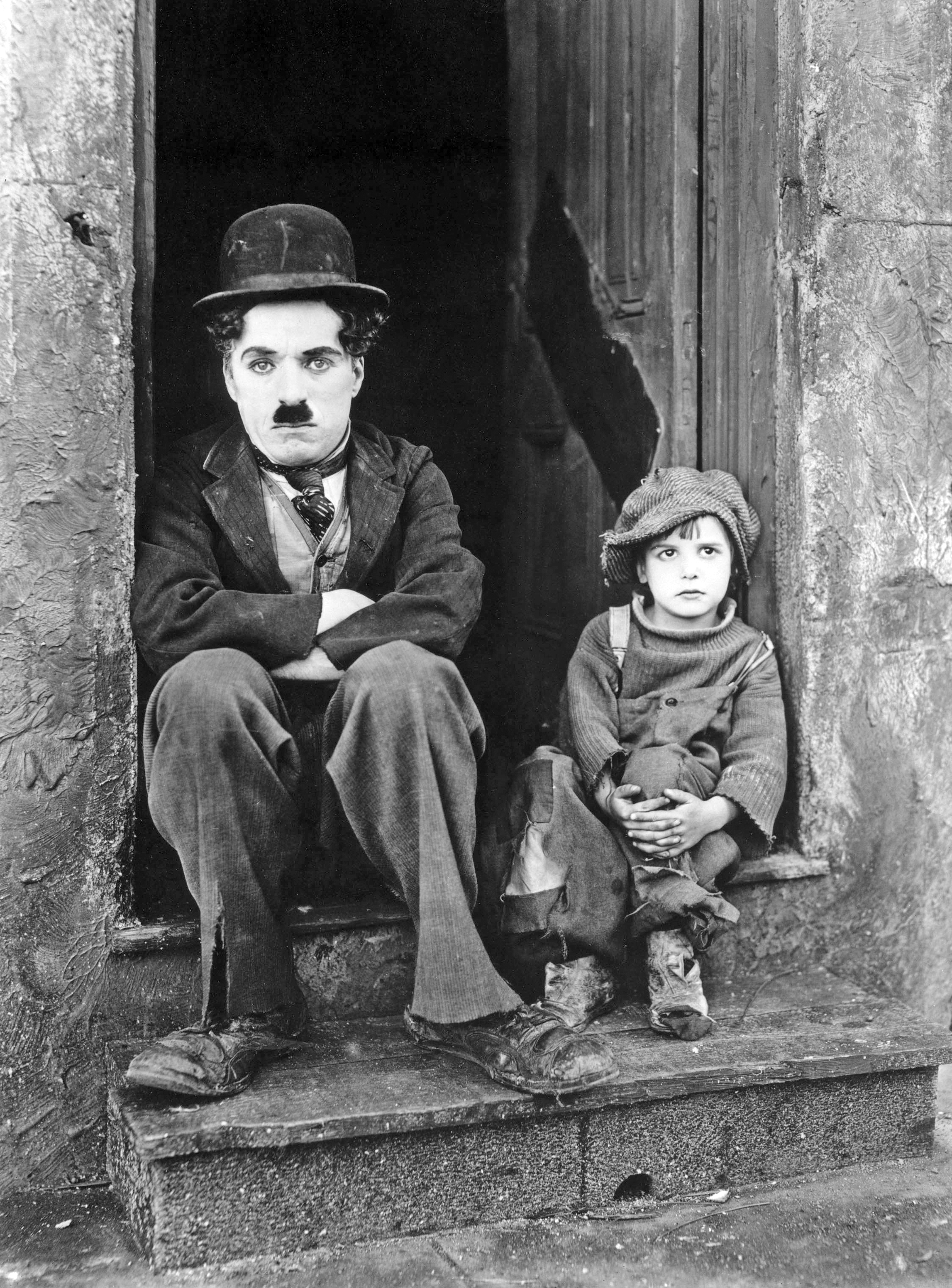
Charlie Chaplin (1921).

Histoire de ma vie (titre original : My Autobiography) est le livre autobiographique de Charlie Chaplin, édité pour la première fois en 1964 chez Simon & Schuster.